# Lepidochrysops forsskali
Lepidochrysops forsskali är en fjärilsart som beskrevs av Larsen 1982. Lepidochrysops forsskali ingår i släktet Lepidochrysops och familjen juvelvingar. Inga underarter finns listade i Catalogue of Life.